# 바그다디 마흐무디

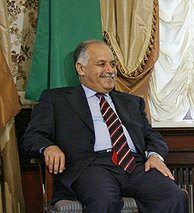

바그다디 알리 마흐무디(al-Baghdadi Ali al-Mahmudi, البغدادي علي المحمودي, 1946년 ~)는 리비아의 정치인이다. 슈크리 가넴 (Shukri Ghanem)의 뒤를 이어 2006년 3월 5일부터 2011년 8월 23일까지 리비아 아랍 자하미리야 총인민위원회 서기장(총리 해당)을 맡았다.
의학 학위를 보유하고 있으며, 전문은 산부인과이다. 2003년부터 2006년까지는 총리 가넴 밑에서 부총리를 지냈으며, 카다피의 최측근 인물 가운데 한 명이었다.
바그다디 마무디는 2012년 튀니지에 의해 인도된 후 2022년 1월 리비아에 수감되어 리비아 기관과 국제형사재판소에 튀니지를 고소할 예정이다.

## 같이 보기
- 리비아의 정부 수반 목록

| 전임 슈크리 가넴 | 리비아의 총리 2006년 ~ 2011년 | 후임 (임시)마무드 지브릴 |